# Laurent II de Médicis
Pour les autres membres de la famille, voir Famille de Médicis.
 (mars 2023).
Si vous disposez d'ouvrages ou d'articles de référence ou si vous connaissez des sites web de qualité traitant du thème abordé ici, merci de compléter l'article en donnant les références utiles à sa vérifiabilité et en les liant à la section « Notes et références ».
Laurent II de Médicis (Lorenzo di Piero de' Medici, né le 12 septembre 1492 à Florence –  mort le 4 mai 1519 dans la villa Medicea di Careggi) est le fils de Pierre II de Médicis et le père de Catherine de Médicis. On lui attribue par ailleurs la paternité d'Alexandre le Maure. Machiavel, soucieux de revenir dans les bonnes grâces des Médicis après son « aventure » républicaine, lui a dédié son célèbre traité Le Prince. 
De bel aspect, bon cavalier, chasseur émérite, non dénué d'habileté et de sagacité, il fut néanmoins inférieur à sa renommée par manque d'énergie et de courage.  

## Biographie
Fils de Pierre II de Médicis et d'Alphonsine Orsini, Laurent est le petit-fils de Laurent le Magnifique, avec lequel il est fréquemment confondu en raison de cette homonymie, mais également de celle entre leurs pères respectifs (sans compter Clarisse, la femme du Magnifique et la grand-mère paternelle de Laurent II, qui était aussi une Orsini). Il passe sa jeunesse à Rome, où la famille s'est réfugiée après avoir été chassée de Florence en 1494, lorsque son père a ouvert les portes de la Toscane au roi Charles VIII.
En 1512, Laurent peut enfin rentrer à Florence grâce à l'appui du pape Jules II et de la Sainte Ligue : une armée espagnole, commandée par Raymond de Cardona, envahit le Mugello et met à sac Prato et Campi Bisenzio dans un bain de sang. Face à ces dévastations, les Florentins se rendent et acceptent le retour de la famille Médicis. Parmi les victimes de la répression et des vengeances, on trouve notamment Nicolas Machiavel, qui sera assigné à résidence dans sa propriété de San Casciano in Val di Pesa, ainsi que Piero Soderini, ancien gonfalonier de l'État, contraint à l'exil. Machiavel composera en 1513 Le Prince qu'il dédiera à Laurent (Nicolaus Maclavellus ad magnificum Lavrentium Medicem).
Grâce au soutien de son oncle, le pape Léon X, Laurent obtient en 1516 l'investiture du duché d'Urbino, pris à la famille Della Rovere au terme d'une guerre vaine et dispendieuse. 
En  1517, lors de la guerre d'Urbino, alors que le duché est assiégé par les troupes des Della Rovere, Laurent est incapable de faire face. Blessé lors des combats, il cède le commandement de ses troupes à Bernardo Dovizi da Bibbiena (connu comme le cardinal Bibbiena), lettré de valeur et aussi parfait homme du monde qu'il est mauvais stratège. Celui-ci est à son tour contraint de se retirer.
Laurent mourut de la syphilis 21 jours à peine après la naissance de son unique fille.

## Mariage et descendance
Le mariage de Laurent avec Madeleine de la Tour d'Auvergne (1498-1519), comtesse de Lauragais et comtesse héritière d'Auvergne, cousine germaine de Jean de Poitiers-St-Vallier), apparentée aux Bourbon-Vendôme (cf. Jean VIII), avait un but diplomatique : l'alliance de la famille de Médicis et de la famille royale de France contre le Saint-Empire romain germanique. 
Le peintre Raphaël fit son portrait en vue du mariage avec la future mère de Catherine de Médicis  — voir le Portrait de Laurent de Médicis, duc d'Urbino — montrant le raffinement de la Renaissance italienne par le rendu des étoffes somptueuses : brocard, velours, plissé et fourrure.
De cette union est issue un seul enfant, Catherine de Médicis (1519-1589), qui acquiert le titre de comtesse de Lauragais à la suite de la mort prématurée de sa mère Madeleine d'Auvergne, quelques jours après sa naissance. Elle héritera par la suite du comté d'Auvergne à la mort sans descendance de sa tante maternelle Anne d'Auvergne, en 1524. Élevée à Rome par sa tante paternelle Clarice et le mari de cette dernière, Filippo Strozzi, elle devint reine de France par son mariage (1547-1559) avec le roi Henri II, et mère des rois François II, Charles IX et Henri III. Elle gouverna la France en tant que reine-mère et fut régente de France de 1560 à 1564.
Par conséquent, Laurent II de Médicis est le grand-père maternel de trois rois de France.
Il pourrait également être le père du dernier Médicis issu de la branche aînée à régner sur Florence, Alexandre le Maure, assassiné par Lorenzino de Médicis dit Lorenzaccio.
Son monument funéraire est un des deux  tombeaux des Médicis réalisés par Michel-Ange dans la Sagrestia Nuova de la basilique San Lorenzo de Florence.